# 裂鲻属
裂鲻属，為輻鰭魚綱鯔形目鯔科的其中一属。

## 下属物种
- 裂鯔（Chaenomugil proboscideus）

## 擴展閱讀
維基物種上的相關：裂鲻属